# Huntingdon (Pennsylvanie)
Pour les articles homonymes, voir Huntingdon.
La ville de Huntingdon est le siège du comté de Huntingdon, situé en Pennsylvanie, aux États-Unis.

## Personnalités liées
- Ben Wittick (1845-1913), photographe, connu pour ses photographies de la frontière américaine et des Amérindiens.

## Source
- (en) Cet article est partiellement ou en totalité issu de l’article de Wikipédia en anglais intitulé « Huntingdon, Pennsylvania » (voir la liste des auteurs).